# توني أوسوليفان
توني أوسوليفان (بالإنجليزية: Tony O'Sullivan)‏ هو لاعب كرة القدم الغالية أيرلندي، ولد في 7 يناير 1963 في كورك في جمهورية أيرلندا.